# Gázálarc

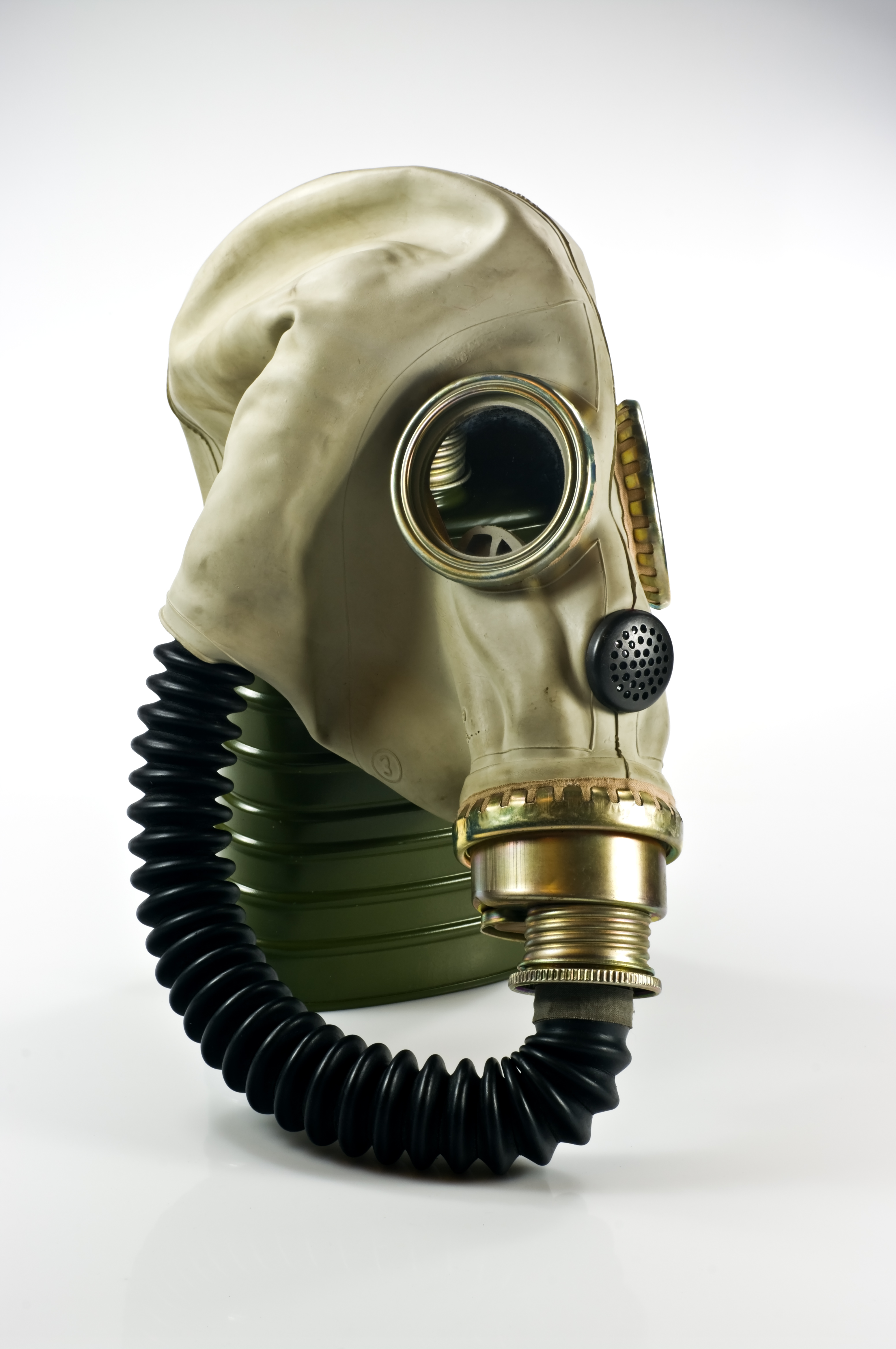
A lengyel haderő 1970-80-as években alkalmazott MUA típusú gázálarca

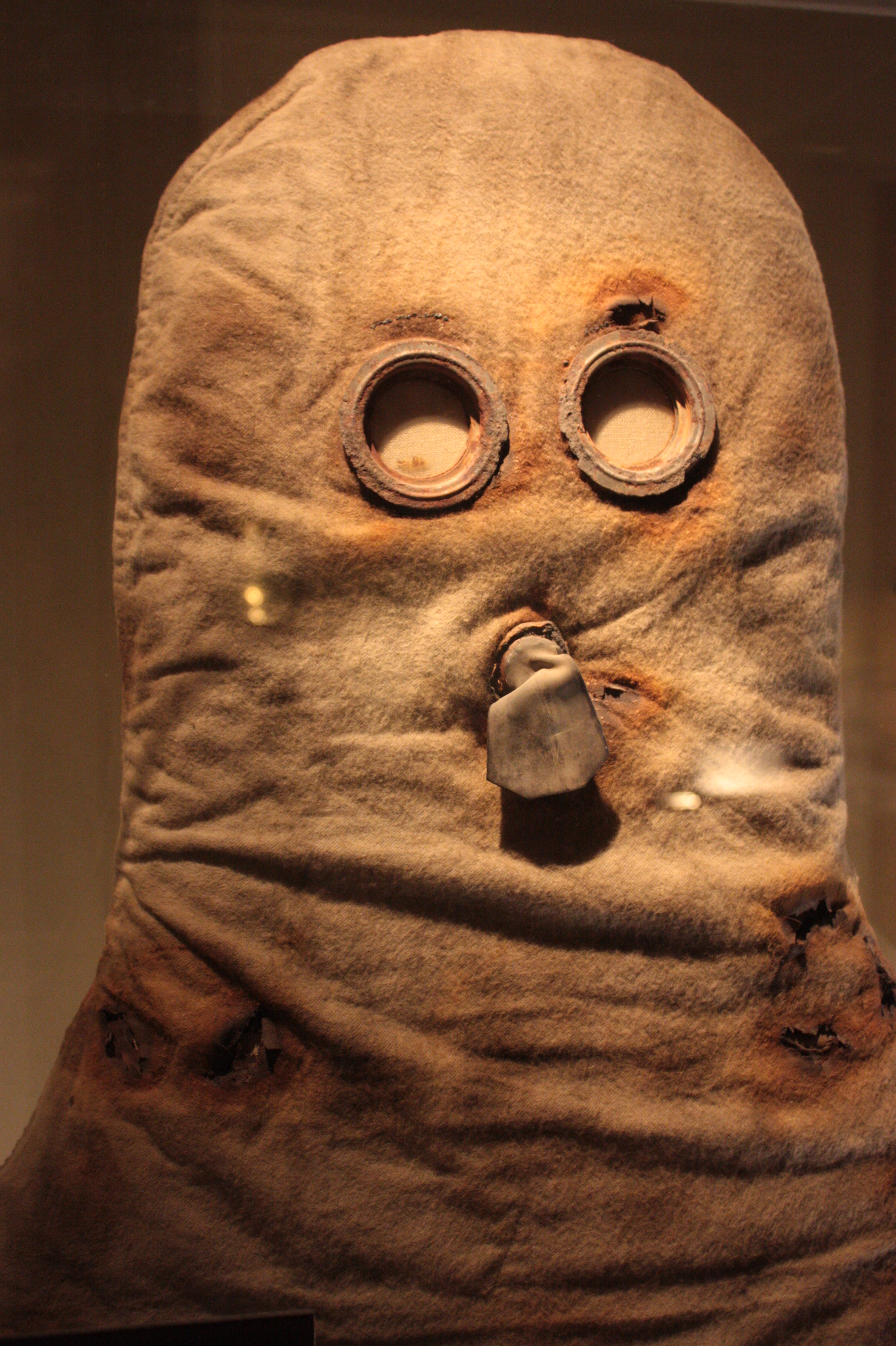
I. világháborús brit P Helmet c. 1915

A gázálarc rendszerint emberi arcra, fejre rögzíthető maszk, mely kialakításánál fogva védelmet nyújt viselőjének a belélegezhető, levegőben szálló károsítóanyagokkal, toxikus gázokkal szemben. Alkalmazták és alkalmazzák például lovak védelmére is. Elsősorban katonai célokra gyártják és rendszeresítették, de vannak polgárivédelmi és ipari célú változatok is. Az álarc kialakítása miatt védelmet nyújt az orrnak és a szájnak, továbbá rendszerint védi a szemet és más fejnyílásokat, lágyrészeket is. Az álarc beépített légzőkészülékkel (respirátor) rendelkezik, nevét a katonai alkalmazás miatt ismerik gázálarcnak. A gázálarc viselőjét csak a fej arcrészén védi, a többi bőrfelületen a különféle hatóanyagú szerek bejuthatnak a testbe, ezért erre a célra kifejlesztett anyagú, zárt alsó- és felsőruházatú védőrendszerrel alkalmazzák (vegyivédelmi készlet).

## Használata
A levegőben szálló toxikus anyagok lehetnek gázok, mint például a klórgáz, melyet az első világháborúban alkalmazták tömegpusztító fegyverként, vagy részecskeméretű anyagok mint a legtöbb biológiai fegyver, baktériumokból, vírusokból és toxinokból előállított fegyverek. A legtöbb gázálarc mindegyik légnemű anyag ellen védelmet nyújt. Az ipari használatú gázálarcok védelmet nyújtanak hegesztési füstök, bontás során cement- és azbeszttartalmú és más veszélyes részecskékkel szemben, vegyipari felhasználás esetén vegyi veszélyes anyagok ellen is, melyek javítási, karbantartási, tisztítási munkák során kerülnek a munkavégző környezetébe. A munkavégzők rendszerint gázálarcot viselnek szivárgásmegelőzés esetén is.
Olyan polgári utcai tüntetések során, ahol a rendőrök könnygázt, vagy CS-gázt alkalmaznak, a tüntetők is maszkokat viselnek. Eltekintve az alaprendeltetéseitől, a gázálarc alkalmazott az indusztriális zenében, vagy a graffitifestők körében a festékaeroszolokkal és hajtógázokkal szembeni védelemül, illetve a városi felfedezők is előszeretettel alkalmazzák személyi védőfelszerelésként ismeretlen területeken.
A hagyományos katonai és polgári védelmi gázálarc két kis kör alakú szemvédő üveggel volt felszerelve. Az erre a célra egyedül alkalmazott üveget plexivel próbálták felváltani, lévén az üveg törékeny volt, emiatt kellett a méretét redukálni. Később polikarbonát (PC), vagy Triplex alkalmazásával lehetővé vált a teljesarcos nagy ablakok alkalmazása is. Vannak egyszűrős és kétszűrős, vagy többszűrős kivitelűek, másokra tömlőn keresztül lehet nagyobb méretű szűrőbetéteket felszerelni, mellyel megnő a viselési időtartam is. A szűrőbetétek rendszerint 40 mm és 60 mm átmérőjű csavarmenetelt véggel vannak kiképezve, mely eltérő méretekhez átalakító adapterek is kaphatóak. A mai kor hadviselési szokásainak megfelelően a katonai gázálarcok is változnak, kiegészítő funkciókkal látják el őket, úgymint a szeparált folyadékbeviteli lehetőség és a beszédkommunikációs képességek javítása az álarc folyamatos viselése mellett, vagy néhány változat kombinált vízalatti és szárazföldi bevetések esetén is alkalmazható.
A magyar haderőkben többféle változat volt elterjedve: a Magyar Néphadseregben Szovjet licenc alapján 1951-től az 51M, 1960-tól a 60 M, majd 1970-től a 70M gázálarc volt rendszeresítve, melyet az 1990-es évek első felében a francia GIAT cég licence alapján gyártott 93M gázálarc váltott le.
Ipari célokra fejleszt és gyárt a 3M és a Dräger, MSA-AUER, Scott vállalat is különféle felszereltségű gázálarcokat.

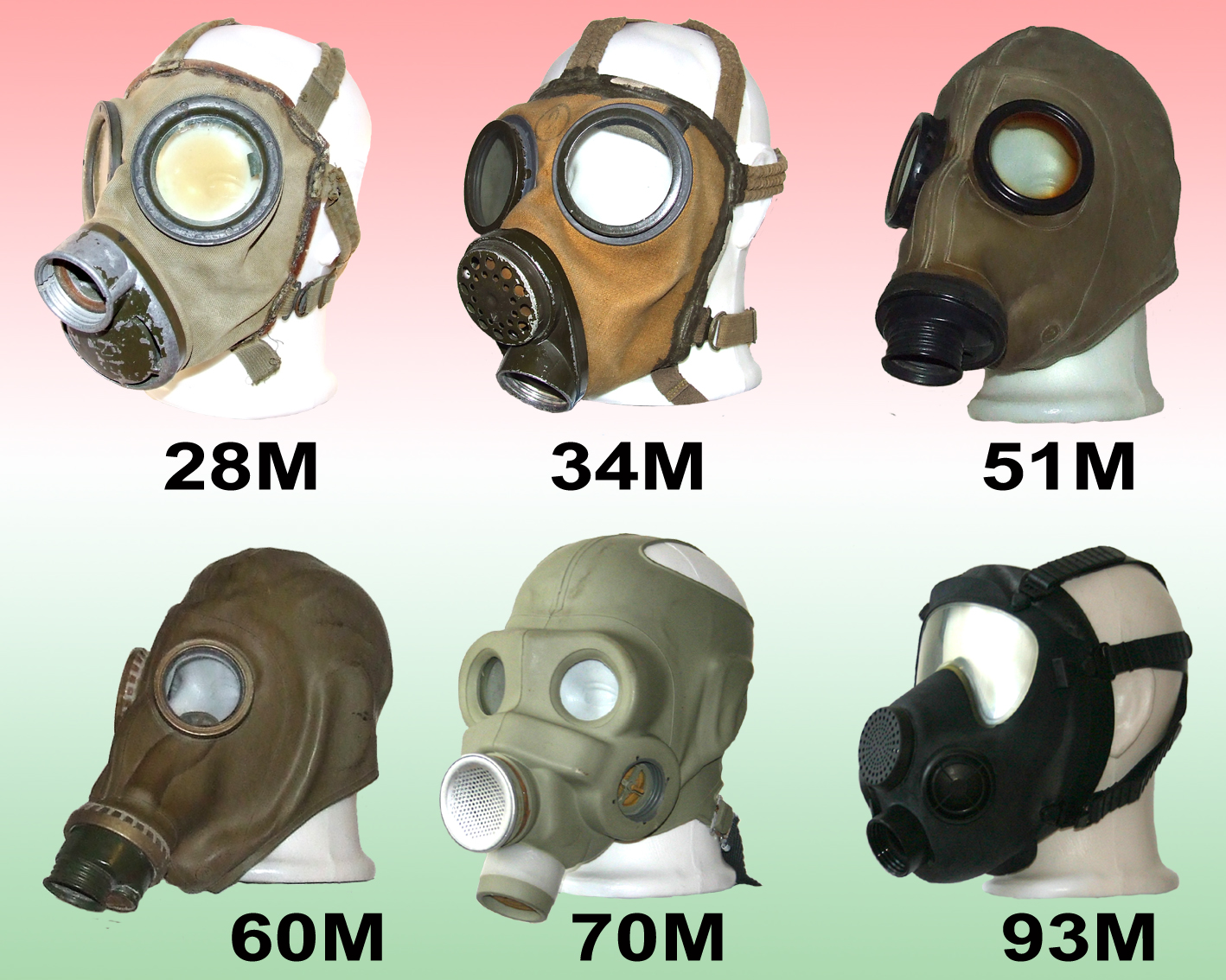
A magyar hadseregben (Magyar Királyi Honvédség: 28M, 34M; Magyar Néphadsereg: 51M, 60M, 70M; Magyar Honvédség: 93M) 1928-tól rendszeresített gázálarcok. A számok a rendszerbe állítás évét jelzik, az M betű a "mintájú" szó rövidítése

## Galéria

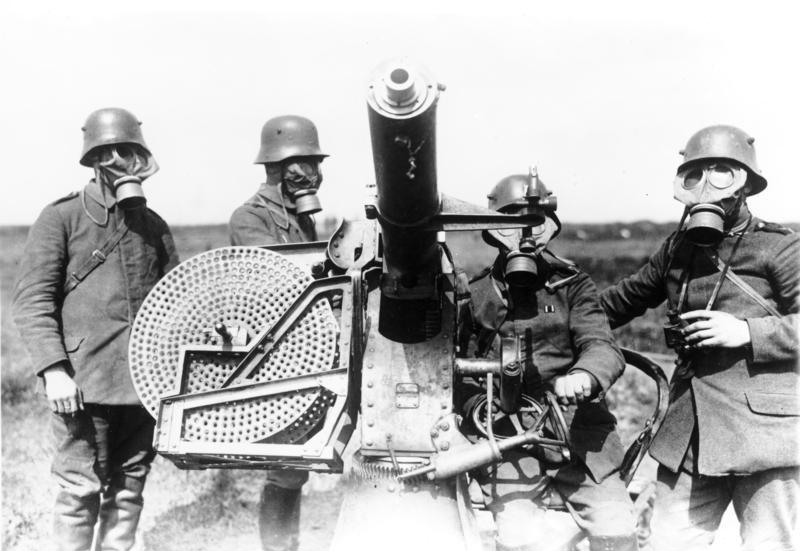
Német légvédelmigéppuskás félraj gázálarcban a nyugati fronton az első világháború idején, 1915-ben
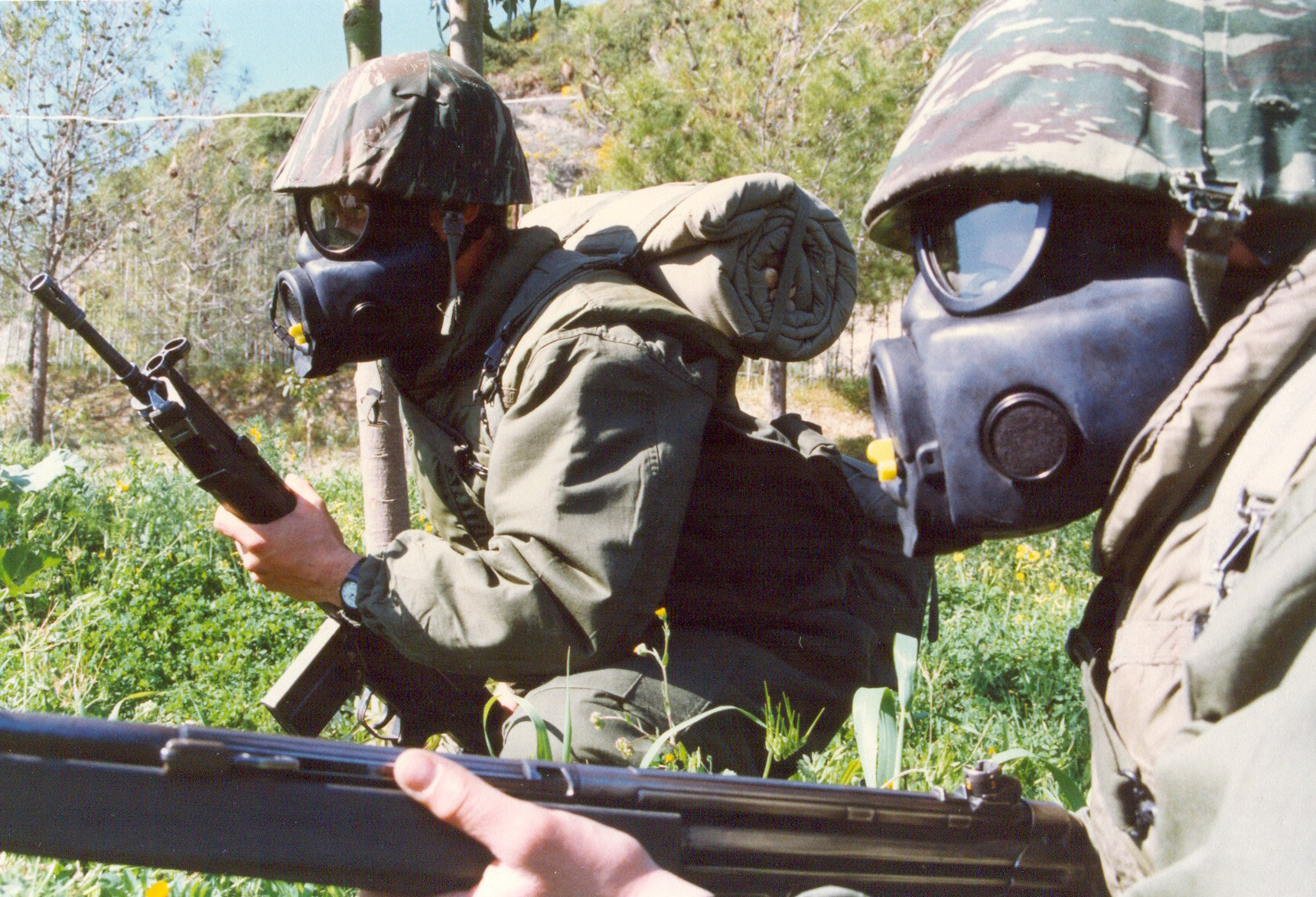
Görög katonák egy hadgyakorlaton
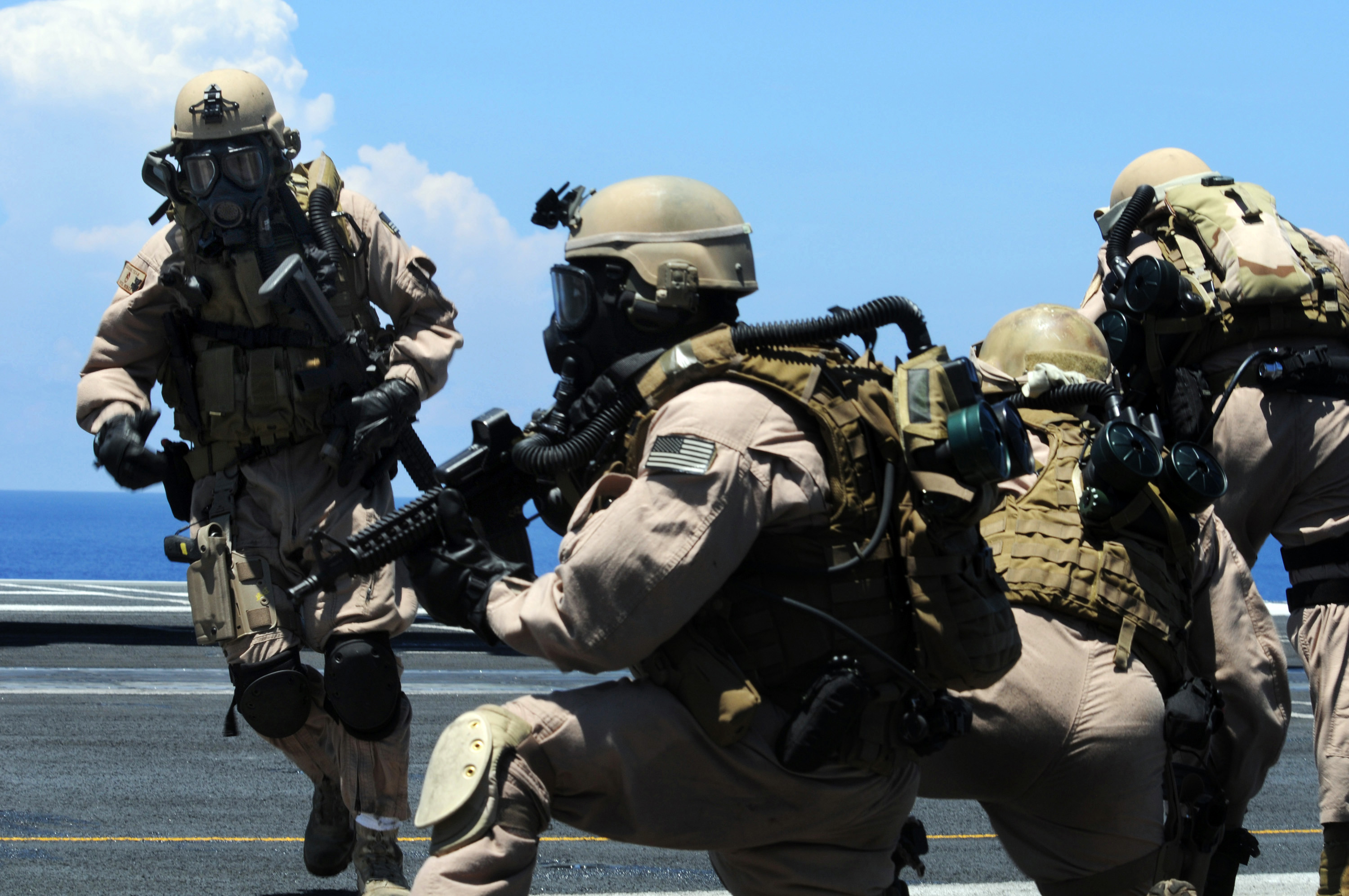
Az Amerikai Haditengerészet EODMU alakulatának katonái gyakorlat közben

### Ergonómia és képzés
| Tankönyvek az egészségügyi és biztonsági szakemberek képzéséhez | Tankönyvek az egészségügyi és biztonsági szakemberek képzéséhez | Tankönyvek az egészségügyi és biztonsági szakemberek képzéséhez | Tankönyvek az egészségügyi és biztonsági szakemberek képzéséhez | Tankönyvek az egészségügyi és biztonsági szakemberek képzéséhez                                        | Tankönyvek az egészségügyi és biztonsági szakemberek képzéséhez |
| Az állam                                                        | Nyelv                                                           | A közzététel dátuma                                             | Oldalszám                                                       | Szervezet                                                                                              | Bemutató |
| --------------------------------------------------------------- | --------------------------------------------------------------- | --------------------------------------------------------------- | --------------------------------------------------------------- | --- | --- |
| Amerikai Egyesült Államok                                       | Angol nyelv                                                     | 1987                                                            | 305                                                             | National Institute for Occupational Safety and Health (NIOSH)                                          | NIOSH Guide to Industrial Respiratory Protection |
| Amerikai Egyesült Államok                                       | Angol nyelv                                                     | 2005                                                            | 32                                                              | National Institute for Occupational Safety and Health (NIOSH)                                          | NIOSH Respirator Selection Logic |
| Amerikai Egyesült Államok                                       | Angol nyelv                                                     | 1999                                                            | 120                                                             | National Institute for Occupational Safety and Health (NIOSH)                                          | TB Respiratory Protection Program In Health Care Facilities |
| Amerikai Egyesült Államok                                       | Angol nyelv                                                     | 2017                                                            | 48                                                              | Pesticide Educational Resources Collaborative (PERC)                                                   | Respiratory Protection Guide. Requirements for Employers of Pesticide Handlers                                                                                         |
| Amerikai Egyesült Államok                                       | Angol nyelv és Spanyol nyelv                                    | -                                                               | -                                                               | Occupational Safety and Health Administration (OSHA)                                                   | Respiratory Protection eTool ; (Proteccion respiratoria eTool) |
| Amerikai Egyesült Államok                                       | Angol nyelv                                                     | 2011                                                            | 124                                                             | Occupational Safety and Health Administration (OSHA)                                                   | Small Entity Compliance Guide for the Respiratory Protection Standard (OSHA 3384 – 09)                                                                                 |
| Amerikai Egyesült Államok                                       | Angol nyelv                                                     | 2015                                                            | 96                                                              | Occupational Safety and Health Administration (OSHA)                                                   | Hospital Respiratory Protection Program Toolkit (OSHA 3767. Resources for Respirator Program Administrators)                                                           |
| Amerikai Egyesült Államok                                       | Angol nyelv                                                     | 2012                                                            | 54                                                              | Occupational Safety and Health Administration (OSHA) in North Carolina                                 | A Guide to Respiratory Protection (Industry Guide 44) |
| Amerikai Egyesült Államok                                       | Angol nyelv                                                     | 2014                                                            | 44                                                              | Occupational Safety and Health Administration (OSHA) in Oregon                                         | Breathe Right! Oregon OSHA’s guide developing a respiratory protection program for small-business owners and managers                                                  |
| Amerikai Egyesült Államok                                       | Angol nyelv                                                     | 2016                                                            | 32                                                              | Occupational Safety and Health Administration (OSHA) in Oregon                                         | Air you breathe: Oregon OSHA's respiratory protection guide for agricultural employers                                                                                 |
| Amerikai Egyesült Államok                                       | Angol nyelv                                                     | 2014                                                            | 38                                                              | Occupational Safety and Health Administration (OSHA) in Oregon                                         | Respiratory Protection. Oregon OSHA Technical Manual |
| Amerikai Egyesült Államok                                       | Angol nyelv                                                     | 2017                                                            | 51                                                              | Occupational Safety and Health Administration (OSHA) in California                                     | Respiratory Protection in the Workplace. A Practical Guide for Small-Business Employers. 3 ed.                                                                         |
| Amerikai Egyesült Államok                                       | Angol nyelv                                                     | 2001                                                            | 166                                                             | Office of Nuclear Reactor Regulation. Washington, DC (USA), U.S. Nuclear Regulatory Commission         | Manual of Respiratory Protection Against Airborne Radioactive Material (NUREG/CR-0041, Revision 1)                                                                     |
| Amerikai Egyesült Államok                                       | Angol nyelv                                                     | 1986                                                            | 173                                                             | National Institute for Occupational Safety and Health (NIOSH) és Environmental Protection Agency (EPA) | A guide to respiratory protection for the asbestos abatement industry (NIOSH IA 85 – 06; EPA DW 75932235-01-1)                                                         |
| Kanada                                                          | Francia nyelv                                                   | 2013, 2002                                                      | 60                                                              | Commission des normes, de l'equite, de la sante et de la securite du travail                           | Appareils de protection respiratoire; Guide pratique de protection respiratoire Archiválva 2019. augusztus 22-i dátummal a Wayback Machine-ben 2ed.                    |
| Kanada                                                          | Angol nyelv                                                     | 2015                                                            | -                                                               | Institut de recherche Robert-Sauve en sante et en securite du travail (IRSST)                          | A support tool for choosing respiratory protection against bioaerosols                                                                                                 |
| Kanada                                                          | Francia nyelv                                                   | 2015                                                            | -                                                               | Institut de recherche Robert-Sauve en sante et en securite du travail (IRSST)                          | Un outil d’aide a la prise de decision pour choisir une protection respiratoire contre les bioaerosols                                                                 |
| Franciaország                                                   | Francia nyelv                                                   | 2017                                                            | 68                                                              | l’Institut national de recherche et de sécurité (INRS)                                                 | Les appareils de protection respiratoire. Choix et utilisation. (ED 6106) 2ed.                                                                                         |
| Németország                                                     | Nemet nyelv                                                     | 2011                                                            | 174                                                             | Deutsche Gesetzliche Unfallversicherung (DGUV)                                                         | BGR/GUV-R 190 Benutzung von Atemschutzgereaten |
| Egyesült Királyság                                              | Angol nyelv                                                     | 2013                                                            | 59                                                              | Health and Safety Executive (HSE)                                                                      | Respiratory protective equipment at work. A practical guide 4ed. |
| Egyesült Királyság                                              | Angol nyelv                                                     | 2016                                                            | 29                                                              | The UK Nuclear Industry Radiological Protection Coordination Group (IRPCG)                             | Respiratory Protective Equipment (Good Practice Guide) |
| Írország                                                        | Angol nyelv                                                     | 2010                                                            | 19                                                              | The Health and Safety Authority (HSA)                                                                  | A Guide to Respiratory Protective Equipment (HSA0362) |
| Új-Zéland                                                       | Angol nyelv                                                     | 1999                                                            | 51                                                              | Occupational Safety and Health Service (OSHS)                                                          | A guide to respiratory protection Archiválva 2018. június 12-i dátummal a Wayback Machine-ben                                                                          |
| Chile                                                           | Spanyol nyelv                                                   | 2009                                                            | 40                                                              | Instituto de Salud Publica de Chile (ISPCH)                                                            | Guia para la seleccion y control de proteccion respiratoria (Guia tecnica) Archiválva 2019. augusztus 22-i dátummal a Wayback Machine-ben                              |
| Spanyolország                                                   | Spanyol nyelv                                                   | -                                                               | 16                                                              | Instituto Nacional de Seguridad, Salud y Bienestar en el Trabajo (INSSBT)                              | Guia orientativa para la seleccion y utilizacion de protectores respiratorios (Documentos tecnicos INSHT) Archiválva 2019. április 24-i dátummal a Wayback Machine-ben |
| Olaszország                                                     | Olasz nyelv                                                     | -                                                               | 64                                                              | „Sabbatini Consulting di Sabbatini Roberto“                                                            | Guida alla scelta e all'uso degli apparecchi di protezione delle vie respiratorie Archiválva 2018. augusztus 20-i dátummal a Wayback Machine-ben                       |
| Hollandia                                                       | Holland nyelv                                                   | 2001                                                            | 88                                                              | Nederlandse Vereniging voor Arbeidshygiëne                                                             | Selectie en Gebruik van Ademhalingsbeschermingsmiddelen |

A kilégzett levegő szén-dioxidot tartalmaz, és ez kitölti a maszkot. Belégzés során a munkavállaló szén-dioxid-expozíciója meghaladja a határértéket. Ez fejfájást és betegségeket okoz. A maszk tartós viselése dermatitist okoz. A tankönyv a légzőkészülékek használatát ajánlja legfeljebb 1 órán keresztül.

## Fordítás
- Ez a szócikk részben vagy egészben  a   Gas mask című angol Wikipédia-szócikk ezen változatának fordításán alapul.  Az eredeti cikk szerkesztőit annak laptörténete sorolja fel. Ez a jelzés csupán a megfogalmazás eredetét és a szerzői jogokat jelzi, nem szolgál a cikkben szereplő információk forrásmegjelöléseként.